# Kleine Sofie en Lange Wapper
Kleine Sofie en Lange Wapper is een Nederlandstalig kinderboek, geschreven door Els Pelgrom, met illustraties van Thé Tjong-Khing. Het werd uitgegeven in 1984 door Uitgeverij Querido (Amsterdam) en een aantal maal herdrukt (11e druk: 2006). De doelgroep is 10+.
In 1997 bracht het Ro Theater het verhaal als toneelstuk op de planken.

## Vertalingen en prijzen

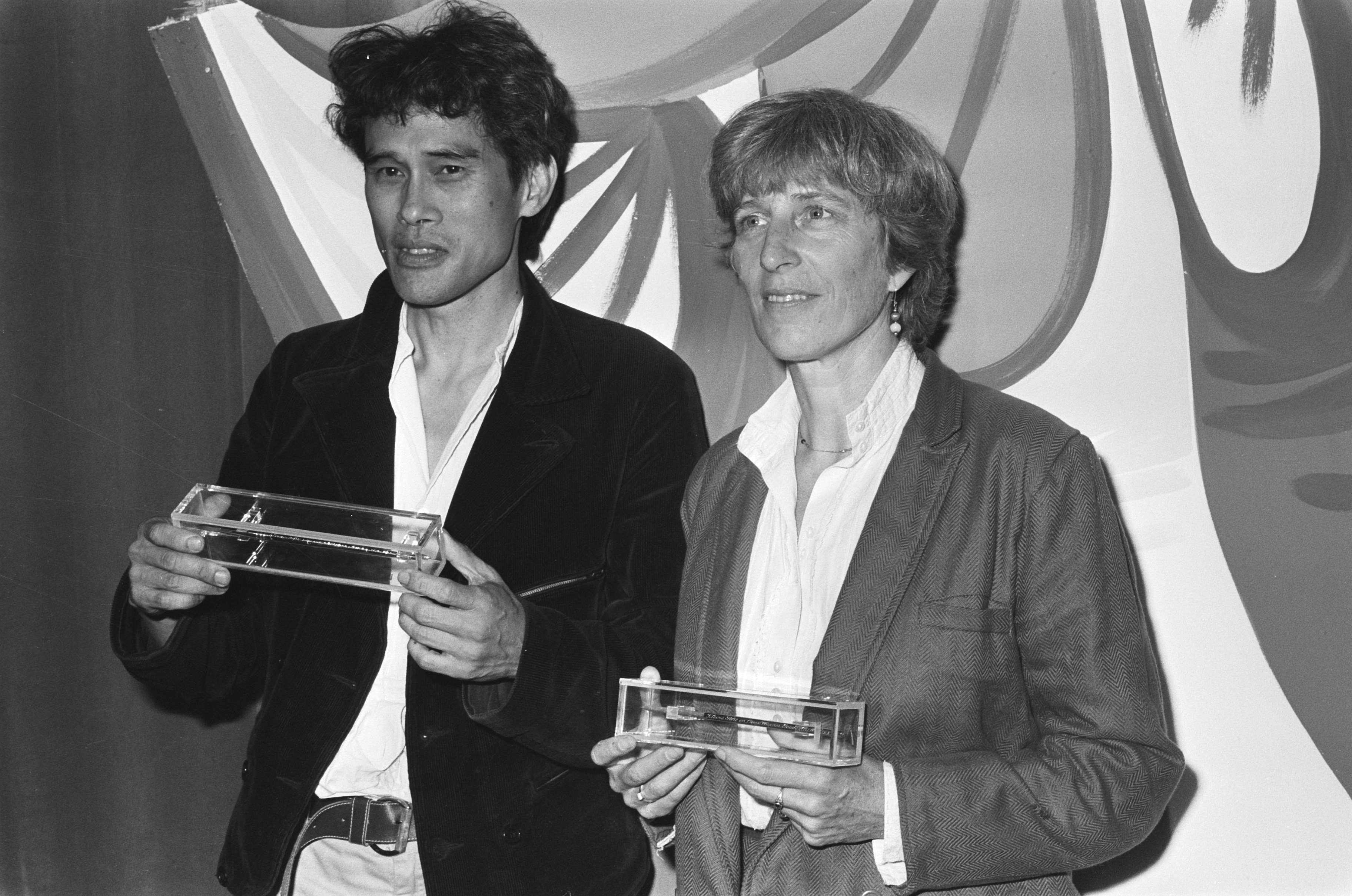
Uitreiking van de Gouden Griffel aan Els Pelgrom en het Gouden Penseel aan Thé Tjong-Khing voor Kleine Sofie en Lange Wapper in 1985.

Het boek verscheen in vertalingen ook in Frankrijk, Italië, Spanje, Zweden, Denemarken, Engeland, Amerika en Duitsland.
In 1985 werd het boek bekroond met de Gouden Griffel, tevens won Thé Tjong-Khing voor zijn illustraties een Gouden Penseel. Pelgrom won nog tweemaal een Gouden Griffel, voor De kinderen van het achtste woud (in 1978) en voor De eikelvreters (in 1990).
In Duitsland won Kleine Sofie en Lange Wapper, in de vertaling Die wundersame Reise der kleinen Sofie van Mirjam Pressler, de Duitse Jeugdliteratuurprijs (1986).

## Inhoud
Sofie is ernstig ziek en ligt in haar bed. Ze verveelt zich, totdat haar kat Terror een toneelstuk bedenkt: Wat er in het leven te koop is. Haar poppen, waaronder Lange Wapper, Annabella en Beertje, spelen erin mee. Het stuk wordt opgevoerd op een klein toneeltje dat in een hoek van de slaapkamer staat. De kat Terror is de regisseur en Sofie krijgt de hoofdrol. Met haar poppen en knuffels gaat ze op reis, waarbij ze een reeks spannende, grappige en ontroerende avonturen beleven.  Er overkomt hun zowel geluk als ellende. Zo kan Sofie, in haar verbeelding, verzinnen hoe haar leven had kunnen zijn. Uiteindelijk komt zij terug in het toneeltje en sterft ze.

## Boekbesprekingen
Na verschijning en na de toekenning van de Gouden Griffel verschenen er in verschillende kranten besprekingen van het boek.
- " (...) kleine Sofie gaat dood. Toch gaat het verhaal vooral over het leven. (...) Met dit troostrijke vertrek uit de werkelijkheid eindigt een spannend, wijs en ontroerend verhaal, dat zich in verschillende lagen laat lezen. (Bregje Boonstra, NRC Handelsblad, 1984).[1]
- "Een boek dat in elk geval sterk opvalt is Kleine Sofie en Lange Wapper van Els Pelgrom en The Tjong Khing. Het is een bijzonder mooi verzorgd boek (...). Maar het is ook een bijzonder verhaal waarin op een heel subtiele manier een kinderlijke beleving van ziek zijn en sterven wordt verweven. (...) grote mensen hebben op heel veel vragen eigenlijk geen antwoord. Veel moet je nu eenmaal leren door het te beleven. (...) Het wordt een afwisselend spannend, vrolijk en griezelig verhaal. (W. Goeman-Van Randen, Leeuwarder courant, 1984).[2]